# تشمة كبود الشرقية (مقاطعة دلفان)
تشمة كبود الشرقية (بالفارسية: چشمه کبود شرقی) هي مستوطنة تقع في قسم كاكاوند الشرقي الريفي (مقاطعة دلفان) في إيران. يقدر عدد سكانها بـ 82 نسمة .